# Торгні Могрен
Торгні Могрен  (швед. Torgny Mogren, 26 липня 1963) — шведський лижник, олімпійський чемпіон.

## Виступи на Олімпіадах
| Олімпіада        | Дисципліна              | Місце |
| ---------------- | ----------------------- | ----- |
| Сараєво 1984     | 15 км                   | 22    |
| Сараєво 1984     | 30 км                   | 23    |
| Калгарі 1988     | 15 км                   | 24    |
| Калгарі 1988     | 30 км                   | 11    |
| Калгарі 1988     | 50 км                   | 28    |
| Калгарі 1988     | естафета 4 х 10 км      | 1     |
| Альбервіль 1992  | 10 км                   | 9     |
| Альбервіль 1992  | 50 км                   | 12    |
| Альбервіль 1992  | переслідування 10/15 км | 5     |
| Альбервіль 1992  | естафета 4 х 10 км      | 4     |
| Ліллехаммер 1994 | 10 км                   | 27    |
| Ліллехаммер 1994 | 30 км                   | 24    |
| Нагано 1998      | 50 км                   | 34    |

## Зовнішні посилання
- Досьє на sport.references.com